# Списак суверених држава
Ово је азбучни списак свих држава света. Уз редне бројеве, списак садржи заставе, скраћене и пуне облике имена држава, њихов међународни статус, те листе њихових зависних и аутономних територија. Иако постоје критеријуми за утврђивање и држава и зависних територија, ипак не постоји и политичка усаглашеност око њиховог броја, па је тешко одговорити колико „држава“ има у свету.
Списак садржи:
- 195 суверених држава (193 чланица и 2 посматрача УН)[1] са њиховим зависним и аутономним територијама, које класификујемо као:
  - територије са посебним облицима суверенитета, и то:
    - придружене зависне државе, које се налазе у придруженом и зависном односу према некој другој држави,
    - територије са посебним суверенитетом, који је дефинисан специјалним међународним уговорима
    - самоуправне зависне територије,
    - прекоморске територије, укључујући и слабо насељене територије, те

  - националне и конститутивне аутономије субјекти и подсубјекти унутар суверених држава и
  - друге територије, укључујући прекоморске посједе, територијалне претензије, ексклаве и спорне територије.

Списак садржи и:
- 14 Територија са спорним статусом,
- 3 Спорне слабонасељене територије,
- 4 Микронације са одређеним међународним релацијама.

## Списак држава

### Чланице Уједињених нација
Легенда за колону „међународно признање”
| #   | Име државе                                                                   | Међународно признање                                                         | Детаљније |
| --- | ---------------------------------------------------------------------------- | ---------------------------------------------------------------------------- | --- |
| 1   | Авганистан                                                                   | Општепризната                                                                | Владајући талибани, успоставили су Исламски Емират Авганистан, али их није признала ниједна држава. Уједињене нације настављају да признају Исламску Републику Авганистан као легитимну владу Авганистана. |
| 2   | Азербејџан – Азербејџанска Република                                         | Општепризната                                                                | Два аутономна региона: - Нагорно-Карабах - Нахчиван |
| 3   | Албанија – Република Албанија                                                | Општепризната                                                                | A None |
| 4   | Алжир – Народна Демократска Република Алжир                                  | Општепризната                                                                | A None |
| 5   | Ангола – Република Ангола                                                    | Општепризната                                                                | Једна прекоморска ексклава: - Кабинда |
| 6   | Андора – Кнежевина Андора                                                    | Општепризната                                                                | Андора је ко-кнежевина у којој функцију шефа државе по службеној дужности заједнички обављају француски председник и бискуп римокатоличке бискупије, а који је именован уз одобрење Свете столице. |
| 7   | Антигва и Барбуда                                                            | Општепризната                                                                | Један аутономни регион: - Барбуда |
| 8   | Аргентина – Аргентинска Република                                            | Општепризната                                                                | Аргентина је федерација 23 провинције и 1. савезног округа. Има територијалне претензије (на Антарктику): - Аргентински Антарктик И има спор са УК због територија Фолкландска Острва, Јужна Џорџија и Јужна Сендвичка Острва и на делу Антарктика. |
| 9   | Аустралија – Комонвелт Аустралија                                            | Општепризната                                                                | Аустралија је федерална државна заједница која обухвата: · 6 држава и 3 унутрашње територије, затим · Једну самоуправну спољну територију: - Острво Норфок Две зависне спољне територије: - Божићно Острво - Кокосова острва Три слабо насељене спољне територије: - Острва Ашмор и Картије - Острва Коралног мора - Острва Херд и Макдоналд Једну територијалну претензију на Антарктику: - Аустралијска антарктичка територија И три прекоморска подсубјекта: - Лорд Хау - Острва Торесовог мореуза - Острво Маквори |
| 10  | Аустрија – Република Аустрија                                                | Општепризната                                                                | Аустрија је федерација 9 покрајина |
| 11  | Бангладеш – Народна Република Бангладеш                                      | Општепризната                                                                | A None |
| 12  | Барбадос                                                                     | Општепризната                                                                | A None |
| 13  | Бахаме – Комонвелт Бахама                                                    | Општепризната                                                                | A None |
| 14  | Бахреин – Краљевина Бахреин                                                  | Општепризната                                                                | A None |
| 15  | Белгија – Краљевина Белгија                                                  | Општепризната                                                                | Белгија је федерација 3 региона: Фламанија, Валонија и Бриселски регион. |
| 16  | Белизе                                                                       | Општепризната                                                                | A None |
| 17  | Белорусија – Република Белорусија                                            | Општепризната                                                                | A None |
| 18  | Бенин – Република Бенин                                                      | Општепризната                                                                | A None |
| 19  | Боливија – Вишенационална Држава Боливија                                    | Општепризната                                                                | A None |
| 20  | Босна и Херцеговина                                                          | Општепризната                                                                | Босну и Херцеговину чине два конститутивна ентитета, и то: један ентитет је република са посебним међународним везама са Србијом: - Република Српска и други ентитет је федерација од 10 кантона која нема међународних релација: - Федерација БиХ Ентитети имају једну заједничку територију: Дистрикт Брчко |
| 21  | Боцвана – Република Боцвана                                                  | Општепризната                                                                | A None |
| 22  | Бразил – Савезна Република Бразил                                            | Општепризната                                                                | Бразил је федерација 26 држава и 1. федералног дистрикта Бразилу припадају и 4 спољна подсубјекта: Фернандо ди Нороња, Атол Рокас, Архипелаг Светог Петра и Павла и Тринидад и Мартин Вас |
| 23  | Брунеј – Султанат Брунеј, боравиште мира                                     | Општепризната                                                                | A None |
| 24  | Бугарска – Република Бугарска                                                | Општепризната                                                                | A None |
| 25  | Буркина Фасо                                                                 | Општепризната                                                                | A None |
| 26  | Бурунди – Република Бурунди                                                  | Општепризната                                                                | A None |
| 27  | Бутан – Краљевина Бутан                                                      | Општепризната                                                                | A None |
| 28  | Вануату – Република Вануату                                                  | Општепризната                                                                | A None |
| 29  | Венецуела – Боливарска Република Венецуела                                   | Општепризната                                                                | Венецуела је федерација 23 савезне државе, једне престолне територије и једне прекоморске територије: - Федерална територија Венецуела има спор са Гвајаном око територије Гвајана Есекиба |
| 30  | Вијетнам – Социјалистичка Република Вијетнам                                 | Општепризната                                                                | Вијетнам оспорава суверенитет Кине над острвима Спретли и Парацелским острвима |
| 31  | Габон – Габонска Република                                                   | Општепризната                                                                | A None |
| 32  | Гамбија – Република Гамбија                                                  | Општепризната                                                                | A None |
| 33  | Гана – Република Гана                                                        | Општепризната                                                                | A None |
| 34  | Гвајана – Кооперативна Република Гвајана                                     | Општепризната                                                                | Територија региона Гвајана Есекиба је у спору са Венецуелом. |
| 35  | Гватемала – Република Гватемала                                              | Општепризната                                                                | A None |
| 36  | Гвинеја – Република Гвинеја                                                  | Општепризната                                                                | A None |
| 37  | Гвинеја Бисао – Република Гвинеја Бисао                                      | Општепризната                                                                | A None |
| 38  | Гренада                                                                      | Општепризната                                                                | A None |
| 39  | Грузија                                                                      | Општепризната                                                                | Две аутономне покрајине: - Абхазија - Аџарија Једна аутономна област: - Јужна Осетија |
| 40  | Грчка – Хеленска Република                                                   | Општепризната                                                                | Један аутономни регион са посебним међународ. статусом: - Света гора |
| 41  | Данска – Краљевина Данска                                                    | Општепризната                                                                | Данско краљевство се састоји од уже Данске и · две самоуправне прекоморске државе: - Фарска Острва - Гренланд |
| 42  | Доминика – Комонвелт Доминика                                                | Општепризната                                                                | A None |
| 43  | Доминиканска Република                                                       | Општепризната                                                                | A None |
| 44  | Египат – Арапска Република Египат                                            | Општепризната                                                                | Територијални спор са Суданом око територије Халаибски троугао |
| 45  | Еквадор – Република Еквадор                                                  | Општепризната                                                                | Једна прекоморска самоуправна провинција: - Галапагос |
| 46  | Екваторијална Гвинеја – Република Екваторијална Гвинеја                      | Општепризната                                                                | Држава се састоји од континенталног дела Рио Муни и Две прекоморске територије: - Анобон - Биоко |
| 47  | Еритреја – Држава Еритреја                                                   | Општепризната                                                                | A None |
| 48  | Естонија – Естонска Република                                                | Општепризната                                                                | A None |
| 49  | Етиопија – Савезна Демократска Република Етиопија                            | Општепризната                                                                | Етиопија је федерација 11 региона и 2 аутономна града. |
| 50  | Замбија – Република Замбија                                                  | Општепризната                                                                | A None |
| 51  | Зеленортска Острва – Зеленортска Република                                   | Општепризната                                                                | A None |
| 52  | Зимбабве – Република Зимбабве                                                | Општепризната                                                                | A None |
| 53  | Израел – Држава Израел                                                       | Делимично непризнат                                                          | Израел има спор и са: Државом Палестином (тзв. Палестинске енклаве) као и са Сиријом око територије Голанска висораван |
| 54  | Индија – Република Индија                                                    | Општепризната                                                                | Индија је федерација 28 држава и 8 савезних територија. Две територије су прекоморске: - Лакадиви - Андамани и Никобари Индија има још и 14 унутрашњих аутономних региона. А индијски суверенитет над Аруначал Прадешом оспоравају НР Кина и Република Кина. Индија тврди да има суверенитет над целим Кашмиром, али контролише само део подељен у двије територије. Индија такође дејуре има суверенитет над острвом Северни Сентинел на ком живе Сентинелци, изолован народ. Због природе ситуације, не може се дефинисати да ли Сентинелци себе сматрају државом или не |
| 55  | Индонезија – Република Индонезија                                            | Општепризната                                                                | Индонезија се дели на 38 субјекта, од тога има: · један субјект са посебним међународним статусом: - Аћех шест аутономних региона: - Западна Папуа - Папуа - Централна Папуа - Планинска Папуа - Јужна Папуа - Југозападна Папуа два аутономна округа: - Јогјакарта - Џакарта а сви остали субјекти су провинције. |
| 56  | Ирак – Република Ирак                                                        | Општепризната                                                                | Ирак је федерација 19 губернија, а четири од њих формирају · један посебан аутономни регион: - Јужни Курдистан |
| 57  | Иран – Исламска Република Иран                                               | Општепризната                                                                | A None |
| 58  | Ирска – Република Ирска                                                      | Општепризната                                                                | A None |
| 59  | Исланд                                                                       | Општепризната                                                                | A None |
| 60  | Источни Тимор – Демократска Република Источни Тимор                          | Општепризната                                                                | A None |
| 61  | Италија – Италијанска Република                                              | Општепризната                                                                | Италија обухвата и 5 аутономних регија: - Долина Аосте - Фурланија-Јулијска крајина - Сардинија - Сицилија - Трентино-Јужни Тирол |
| 62  | Јамајка                                                                      | Општепризната                                                                | A None |
| 63  | Јапан                                                                        | Општепризната                                                                | Основни део Јапана лежи на Јапанском архипелагу који је подељен на 46 префектура и 8 региона Једна префектура, уједно и регион, лежи одвојено на југу: - Окинава Део Јапана су и острва: Бонинска острва, Острво Маркус и Окинотори Јапан има спор са Русијом око јужних Курилских острва, спор са Јужном Корејом због острва Лијанкур и спор са Кином и Тајваном због Острва Сенкаку |
| 64  | Јемен – Република Јемен                                                      | Општепризната                                                                | Држава је подељена на зараћене фракције: - владине снаге уз значајну подршку Саудијске Арабије држе источни део државе - западни део је под контролом фракције Хути - у јужном делу делују сепаратистичке снаге за обнову државе Јужни Јемен Прекоморски територијални подсубјект: - Сокотра (под контролом је јужњачких сепаратиста) |
| 65  | Јерменија – Република Јерменија                                              | није призната од Пакистана                                                   | A None |
| 66  | Јордан – Хашемитска Краљевина Јордан                                         | Општепризната                                                                | A None |
| 67  | Јужни Судан – Република Јужни Судан                                          | Општепризната                                                                | Јужни Судан је федерација 10 држава, груписаних у 3 региона. Има спор са Суданом око територија Абјеј и Кафија-Кинги |
| 68  | Јужноафричка Република – Република Јужна Африка                              | Општепризната                                                                | ЈАР је подељена на 9 провинција. Део ЈАР-а је и један прекоморски подсубјект: - Острва Принца Едварда |
| 69  | Казахстан – Република Казахстан                                              | Општепризната                                                                | Казахстан је подељен на 14 области и 3 федерална града. |
| 70  | Камбоџа – Краљевина Камбоџа                                                  | Општепризната                                                                | A None |
| 71  | Камерун – Република Камерун                                                  | Општепризната                                                                | A None |
| 72  | Канада                                                                       | Општепризната                                                                | Канада је федерација 10 провинција и 3 територије. А једна територија има аутономију: - Нунавут Одређену аутономију имају и неки унутрашњи подсубјекти: · Нунатсиавут, Нунавик, Жамези и Регион Кри |
| 73  | Катар – Држава Катар                                                         | Општепризната                                                                | A None |
| 74  | Кенија – Република Кенија                                                    | Општепризната                                                                | A None |
| 75  | Кина – Народна Република Кина                                                | Република Кина је сматра делом своје територије; Делимично непризната држава | НР Кина се дели на 33 субјекта, од тога: · Два региона са посебним суверенитетом: - Макао - Хонгконг Пет су аутономне покрајине: - Гуангси - Нингсја - Синђанг - Тибет - Унутрашња Монголија Остало су 22 провинције и 4 општинска региона. Истиче претензије на још три територије: - Република Кина - Парацелска острва - Острва Спретли У ове територијалне претензије су укључени су и Република Кина, Филипини, Вијетнам, Брунеј и Малезија. Кина има спор и са Јапаном око Острва Сенкаку, са Индијом и Пакистаном у делу Кашмира, а са Индијом и у делу Аруначал Прадеша |
| 76  | Кипар – Кипарска Република                                                   | Није признат од Турске и Северног Кипра                                      | Постоји спор са сецесионистичким северним делом острва: - Северни Кипар |
| 77  | Киргизија – Киргиска Република                                               | Општепризната                                                                | A None |
| 78  | Кирибати – Независна и Суверена Република Кирибати                           | Општепризната                                                                | НСР Кирибати је заједница Гилбертових острва и Три удаљена прекоморска архипелага: - Банаба - Лајн острва - Острва Феникс |
| 79  | Колумбија – Република Колумбија                                              | Општепризната                                                                | Има једну самоуправну прекоморску територију: - Сан Андрес и Провиденсија Због ове територије, у спору је са Никарагвом |
| 80  | Јужна Кореја – Република Кореја                                              | Северна Кореја је сматра делом своје територије                              | Један аутономни прекоморски регион: - Чеџу Спор са Јапаном због острва Лијанкур |
| 81  | Северна Кореја – Демократска Народна Република Кореја                        | Јужна Кореја је сматра делом своје територије; Делимично непризната држава   | Један прокламовани посебан регион: - Синијџу |
| 82  | Демократска Република Конго                                                  | Општепризната                                                                | A None |
| 83  | Република Конго – Република Конго                                            | Општепризната                                                                | A None |
| 84  | Комори – Савез Комора                                                        | Општепризната                                                                | Комори су федерација 3 острва Коморског архипелага: - Гранд Комор - Мохели - Анжуан ,а са Француском имају спор око Мајота и једног Расејаног острва |
| 85  | Костарика – Република Костарика                                              | Општепризната                                                                | A None |
| 86  | Куба – Република Куба                                                        | Општепризната                                                                | Има спор са Сједињеним Државама око Војне базе Гвантанамо |
| 87  | Кувајт – Држава Кувајт                                                       | Општепризната                                                                | A None |
| 88  | Лаос – Лаошка Народна Демократска Република                                  | Општепризната                                                                | A None |
| 89  | Лесото – Краљевина Лесото                                                    | Општепризната                                                                | A None |
| 90  | Летонија – Летонска Република                                                | Општепризната                                                                | A None |
| 91  | Либан – Либанска Република                                                   | Општепризната                                                                | A None |
| 92  | Либерија – Република Либерија                                                | Општепризната                                                                | A None |
| 93  | Либија – Држава Либија                                                       | Општепризната                                                                | A None |
| 94  | Литванија – Литванска Република                                              | Општепризната                                                                | A None |
| 95  | Лихтенштајн – Кнежевина Лихтенштајн                                          | Општепризната                                                                | A None |
| 96  | Луксембург – Велико Војводство Луксембург                                    | Општепризната                                                                | A None |
| 97  | Мадагаскар – Република Мадагаскар                                            | Општепризната                                                                | Мадагаскар има територијални спор са Француском због неких Расејаних острва |
| 98  | Мађарска                                                                     | Општепризната                                                                | A None |
| 99  | Северна Македонија – Република Северна Македонија                            | Општепризната                                                                | A None |
| 100 | Малави – Република Малави                                                    | Општепризната                                                                | A None |
| 101 | Малдиви – Малдивска Република                                                | Општепризната                                                                | A None |
| 102 | Малезија                                                                     | Општепризната                                                                | Малезија је федерација 13 савезних држава и 3 територије. Две државе и једна територија су одвојене морем: - Сабах - Саравак - Лабуан Спор са Кином око Острва Спретли |
| 103 | Мали – Република Мали                                                        | Општепризната                                                                | A None |
| 104 | Малта – Република Малта                                                      | Општепризната                                                                | A None |
| 105 | Мароко – Краљевина Мароко                                                    | Општепризната                                                                | Мароко тврди да има суверенитет над територијом: - Западна Сахара Такође, оспорава суверенитет Шпаније над регионима Сеута, Мелиља и приморским територијама |
| 106 | Маршалска Острва – Република Маршалска Острва                                | Општепризната                                                                | A None |
| 107 | Мауританија – Исламска Република Мауританија                                 | Општепризната                                                                | A None |
| 108 | Маурицијус – Република Маурицијус                                            | Општепризната                                                                | Један прекоморски аутономни регион: - Родригез Маурицијус има територијални спор са УК око Архипелага Чагос и са Француском око острва Тромелин |
| 109 | Мексико – Сједињене Мексичке Државе                                          | Општепризната                                                                | Мексико је федерација 31 државе и једног федералног округа. Део Мексика су и острва: - Ревиљахихедо Део покрајине Чијапас је под контролом устаника Запатиста |
| 110 | Микронезија – Савез Држава Микронезије                                       | Општепризната                                                                | Микронезија је федерација 4 државна ентитета. |
| 111 | Мјанмар – Република Савез Мјанмара                                           | Општепризната                                                                | Мјанмар се дели на 7 савезних држава и 7 региона. - Ва (држава) на истоку земље делује као независна територија, са обећаном аутономијом у оквиру Мјанмара |
| 112 | Мозамбик – Република Мозамбик                                                | Општепризната                                                                | A None |
| 113 | Молдавија – Република Молдавија                                              | Општепризната                                                                | Два аутономна региона: - Гагаузија - Придњестровље (фактички независни) |
| 114 | Монако – Кнежевина Монако                                                    | Општепризната                                                                | A None |
| 115 | Монголија                                                                    | Општепризната                                                                | A None |
| 116 | Намибија – Република Намибија                                                | Општепризната                                                                | A None |
| 117 | Науру – Република Науру                                                      | Општепризната                                                                | A None |
| 118 | Немачка – Савезна Република Немачка                                          | Општепризната                                                                | Немачка је федерација 16 федералних држава. |
| 119 | Непал – Савезна Демократска Република Непал                                  | Општепризната                                                                | Непал је федерација 7 провинција. |
| 120 | Нигер – Република Нигер                                                      | Општепризната                                                                | A None |
| 121 | Нигерија – Савезна Република Нигерија                                        | Општепризната                                                                | Нигерија је федерација 36 држава и једног савезног округа. |
| 122 | Никарагва – Република Никарагва                                              | Општепризната                                                                | Никарагва има два аутономна региона: - Јужни Атлантико - Северни Атлантико Има спор са Колумбијом око прекоморске провинције · Сан Андрес и Провиденсија |
| 123 | Нови Зеланд                                                                  | Општепризната                                                                | Краљевство Нови Зеланд је заједница Новог Зеланда и · две државе које су у посебном придруженом статусу са њим: - Кукова Острва — има дипл. односе са 42 земље - Нијуе — има дипл. односе са 10 земаља Има и једну прекоморску зависну територију: - Токелау А део државе су и четири слабо насељене територије: - Кермадек острва - Субантарктичка острва - Острва Три краља - Чатамска острва Има и једну територијалну претензију на Антарктику: - Росова територија |
| 124 | Норвешка – Краљевина Норвешка                                                | Општепризната                                                                | Има један аутономни регион са посебним међународним статусом, Свалбард; Две слабо насељене прекоморске територије: - Острво Буве - Јан Мајен Две територијалне претензије на Антарктику: - Земља Краљице Мод - Острво Петра I |
| 125 | Обала Слоноваче – Република Кот д'Ивоар                                      | Општепризната                                                                | A None |
| 126 | Оман – Султанат Оман                                                         | Општепризната                                                                | Оман је подељен на 5 региона и 4 губерније. Губернија Мусандам је прекоморска ексклава. |
| 127 | Пакистан – Исламска Република Пакистан                                       | Општепризната                                                                | Пакистан је федерација 4 провинције, једне престоне територије, и племенских региона . Део Кашмира, који контолише Пакистан, је подељен у две аутономне територије које су у посебном придруженом статусу са Пакистаном: - Азад Кашмир - Гилгит-Балтистан Пакистан оспорава суверенитет Индије и Кине над осталим деловима Кашмира |
| 128 | Палау – Република Палау                                                      | Општепризната                                                                | A None |
| 129 | Панама – Република Панама                                                    | Општепризната                                                                | Панама обухвата и 5 индијанских територија. |
| 130 | Папуа Нова Гвинеја – Независна Држава Папуа Нова Гвинеја                     | Општепризната                                                                | Држава се састоји од источног дела Нове Гвинеје, Бизмарковог архипелага, архипелага Милн Беј, те јој припада и један аутономни регион, Богенвил |
| 131 | Парагвај – Република Парагвај                                                | Општепризната                                                                | A None |
| 132 | Перу – Република Перу                                                        | Општепризната                                                                | A None |
| 133 | Пољска – Република Пољска                                                    | Општепризната                                                                | A None |
| 134 | Португалија – Португалска Република                                          | Општепризната                                                                | Два аутономна прекоморска региона: - Азори - Мадеира Због места Оливенса и Талига има спор са Шпанијом |
| 135 | Руанда – Република Руанда                                                    | Општепризната                                                                | A None |
| 136 | Румунија                                                                     | Општепризната                                                                | A None |
| 137 | Русија – Руска Федерација                                                    | Општепризната                                                                | Русија је федерација 85 федералних субјеката. Нема зависних територија, али има · 22. аутономне републике: - Адигеја - Алтајска Република - Башкортостан - Бурјатија - Дагестан - Ингушетија - Јакутија - Кабардино-Балкарија - Калмикија - Карачајево-Черкезија - Карелија - Коми - Крим - Мариј Ел - Мордовија - Северна Осетија-Аланија - Татарстан - Тува - Удмуртија - Хакасија - Чеченија - Чувашија четири аутономне територије: - Јамалија - Ненеција - Хантија-Мансија - Чукотка и једна аутономна област, Јеврејска аутономна област Остали субјекти су 46 федералне области, 9 покрајина и 2 федерална града. Једна од области је прекоморска ексклава, Калињинградска област Део Русије су и острва Нова земља, Земља Фрање Јосифа, Северна земља, Новосибирска острва и Курилска острва Суверенитет Русије над јужним Курилским острвима оспорава Јапан, а над Кримом и Новорусијом, Украјина.            |
| 138 | Салвадор – Република Ел Салвадор                                             | Општепризната                                                                | A None |
| 139 | Самоа – Независна Држава Самоа                                               | Општепризната                                                                | A None |
| 140 | Сан Марино – Најузвишенија Република Сан Марино                              | Општепризната                                                                | A None |
| 141 | Сао Томе и Принсипе – Демократска Република Сао Томе и Принсипе              | Општепризната                                                                | Један аутономни регион: - Принсипе |
| 142 | Саудијска Арабија – Краљевина Саудијска Арабија                              | Општепризната                                                                | A None |
| 143 | Есватини – Краљевина Есватини                                                | Општепризната                                                                | A None |
| 144 | Света Луција                                                                 | Општепризната                                                                | A None |
| 145 | Свети Винсент и Гренадини                                                    | Општепризната                                                                | A None |
| 146 | Сент Китс и Невис – Федерација Свети Кристофер и Невис                       | Општепризната                                                                | Један делимично аутономни регион: - Невис |
| 147 | Сејшели – Република Сејшели                                                  | Општепризната                                                                | Република Сејшели су заједница архипелага Сејшели и још 5 других спољашњих архипелага под администрацијом Спољашњих острва Сејшеча Чине их Алдабра острва, Фаркуар острва, Алфонсова острва, Амирантска острова и Јужна Корална острва. Сејшели оспоравају британски суверенитет над Острвима Чагос |
| 148 | Сенегал – Република Сенегал                                                  | Општепризната                                                                | A None |
| 149 | Сијера Леоне – Република Сијера Леоне                                        | Општепризната                                                                | A None |
| 150 | Сингапур – Република Сингапур                                                | Општепризната                                                                | A None |
| 151 | Сирија – Сиријска Арапска Република                                          | Општепризната                                                                | Део Сирије је под контролом побуњених фракција. Фракција Сиријска Национална Коалиција је призната од 20 суверених држава као легитимна влада Сирије. Голанска висораван је под контролом Израела |
| 152 | Сједињене Америчке Државе                                                    | Општепризната                                                                | САД је федерација 50 савезних држава и једног савезног дистрикта. Под суверенитетом САД су и · Две територије у посебном придруженом статусу са САД: - Порторико - Северна Маријанска острва Три зависне прекоморске територије: - Америчка Самоа - Гвам - Америчка Девичанска Острва Једанаест слабо насељених прекоморских територија: - Атол Палмира - Бејкер - Хауленд острво - Џарвис - Атол Џонстон - Кингмен - Мидвеј - Наваса - Вејк - Бахо Нуево - Сераниља Две савезне државе су прекоморске: - Аљаска - Хаваји ,а имају и 310 индијанских резервата. САД има територијални спор са Кубом због Војне базе Гвантанамо |
| 153 | Словачка – Словачка Република                                                | Општепризната                                                                | A None |
| 154 | Словенија – Република Словенија                                              | Општепризната                                                                | A None |
| 155 | Соломонска Острва                                                            | Општепризната                                                                | Основни део државе лежи на архипелагу Соломони, док је једна провинција одвојена на архипелагу Санта Круз, Темоту |
| 156 | Сомалија – Савезна Република Сомалија                                        | Општепризната                                                                | Сомалија је званично федерација шест држава, Двије територије дјелују као самопроглашене аутономије: - Пунтланд - Галмудуг Док једна дјелује као независна држава: - Сомалиленд |
| 157 | Србија – Република Србија                                                    | Општепризната                                                                | Две аутономне покрајине: - Војводина - Косово и Метохија · (дефакто под контролом Републике Косово) |
| 158 | Судан – Република Судан                                                      | Општепризната                                                                | Судан је федерација у 18 вилајета. Четири вилајета на западу земље су груписана у полу-аутономни регион Дарфур Судан има спор са Египтом око територије Халаибски троугао, а са Јужним Суданом око територија Абјеј и Кафија-Кинги |
| 159 | Суринам – Република Суринам                                                  | Општепризната                                                                | A None |
| 160 | Тајланд – Краљевина Тајланд                                                  | Општепризната                                                                | A None |
| 161 | Танзанија – Уједињена Република Танзанија                                    | Општепризната                                                                | Један аутономни регион: - Занзибар |
| 162 | Таџикистан – Република Таџикистан                                            | Општепризната                                                                | Једна аутономна република: - Горно-Бадахшан |
| 163 | Того – Тоголешка Република                                                   | Општепризната                                                                | A None |
| 164 | Тонга – Краљевина Тонга                                                      | Општепризната                                                                | A None |
| 165 | Тринидад и Тобаго – Република Тринидад и Тобаго                              | Општепризната                                                                | Један аутономни регион: - Тобаго |
| 166 | Тувалу                                                                       | Општепризната                                                                | A None |
| 167 | Тунис – Тунишанска Република                                                 | Општепризната                                                                | A None |
| 168 | Туркменистан (Туркменија)                                                    | Општепризната                                                                | A None |
| 169 | Турска – Турска Република                                                    | Општепризната                                                                | A None |
| 170 | Уганда – Република Уганда                                                    | Општепризната                                                                | A None |
| 171 | Узбекистан – Република Узбекистан                                            | Општепризната                                                                | Једна аутономна република: - Каракалпакија |
| 172 | Уједињени Арапски Емирати                                                    | Општепризната                                                                | УАЕ су федерација 7 емирата. |
| 173 | Уједињено Краљевство – Уједињено Краљевство Велике Британије и Северне Ирске | Општепризната                                                                | УК је заједница четири конститутивна ентитета: - Велс - Енглеска - Северна Ирска - Шкотска Три самоуправне крунске територије: - Гернзи (укључујући: Олдерни, Сарк и Херм) - Острво Мен - Џерзи Десет прекоморских територија: - Ангвила - Бермуди - Британска Девичанска Острва - Гибралтар - Кајманска острва - Монтсерат - Острва Питкерн - Туркс и Кајкос - Фолкландска острва - Света Јелена, Асенсион и Тристан да Куња - Света Јелена - Асенсион - Тристан да Куња (острво) Три слабо насељене територије: - Акротири и Декелија - Британска територија Индијског океана - Јужна Џорџија и Јужна Сендвичка Острва УК има једну територијалну претензију на Антарктику: - Британска Антарктичка Територија - Јужна Оркнијска острва - Јужна Шетландска острва И има територијалне спорове са Аргентином, Чилеом, Шпанијом, Кипром, Маурицијусом и Сејшелима.                                                     |
| 174 | Украјина                                                                     | Општепризната                                                                | Има једну аутономну републику, Крим; Новорусија и Крим су под контролом Русије |
| 175 | Уругвај – Источна Република Уругвај                                          | Општепризната                                                                | A |
| 176 | Филипини – Република Филипини                                                | Општепризната                                                                | Један аутономни регион: - Бангсаморо — раније познат као Муслимански Минданао Филипини оспоравају суверенитет Кине над острвима Спретли |
| 177 | Финска – Република Финска                                                    | Општепризната                                                                | Има један аутономни регион са посебним међународним статусом: - Оландска Острва |
| 178 | Фиџи – Република Фиџи                                                        | Општепризната                                                                | Један аутономни регион: - Ротума |
| 179 | Француска – Француска Република                                              | Општепризната                                                                | Француска Република обухвата медитеранску Француску са Једним аутономним регионом у Европи: - Корзика Пет самоуправних прекоморских департмана: - Француска Гвајана - Гваделуп - Мартиник - Мајот - Реинион Два придружена прекоморска колективитета: - Нова Каледонија - Француска Полинезија: - - Друштвена острва - Архипелаг Туамоту - Острва Гамбје - Аустралска острва - Острва Маркиз Четири прекоморске зависне територије: - Сент Бартелеми - Свети Мартин (Француска) - Сен Пјер и Микелон - Валис и Футуна Три слабо насељена колективитета: - Француске јужне и антарктичке земље - острва: Крозе, Кергелен и Св. Павле и Амстердам - Расејана острва у Индијском океану - Острво Клипертон Једну територијалну претензију на Антарктику: - Аделина земља Због Расејаних острва у Индијском океану Француска има територијални спор са Мадагаскаром, Маурицијусом, Сејшелима, а због Мајота и са Коморима. |
| 180 | Хаити – Република Хаити                                                      | Општепризната                                                                | A None |
| 181 | Холандија – Краљевина Холандија                                              | Општепризната                                                                | Краљевина Холандија је заједница медитеранске Холандије и три прекоморска ентитета: - Аруба - Курасао - Свети Мартин (Холандија) Ентитет Холандија има и три прекоморске општине: - Бонер - Саба - Свети Еустахије |
| 182 | Хондурас – Република Хондурас                                                | Општепризната                                                                | A None |
| 183 | Хрватска – Република Хрватска                                                | Општепризната                                                                | A None |
| 184 | Централноафричка Република                                                   | Општепризната                                                                | A None |
| 185 | Црна Гора                                                                    | Општепризната                                                                | A None |
| 186 | Чад – Република Чад                                                          | Општепризната                                                                | A None |
| 187 | Чешка – Чешка Република                                                      | Општепризната                                                                | A None |
| 188 | Чиле – Република Чиле                                                        | Општепризната                                                                | Чиле има две посебне спољне територије: - Ускршње острво - Острва Хуан Фернандез и два прекоморска подсубјекта (поседа): · острва Сала и Гомез и Острва Десвентурадас · Те једну територијалну претензију на Антарктику, Антарктичка Чилеанска област Има и територијални спор са УК и Аргентином због претензија на Антарктику. |
| 189 | Џибути – Република Џибути                                                    | Општепризната                                                                | A None |
| 190 | Швајцарска – Швајцарска Конфедерација                                        | Општепризната                                                                | Швајцарска је федерација 26 кантона. |
| 191 | Шведска – Краљевина Шведска                                                  | Општепризната                                                                | A None |
| 192 | Шпанија – Краљевина Шпанија                                                  | Општепризната                                                                | Шпанија је заједница 16 унутрашњих аутономних заједница, а три су прекоморске самоуправне покрајине: - Канарска острва - Мелиља - Сеута И једна слабо насељена територија: - Шпанске суверене територије Због Мелиље, Сеуте и Шпанских суверених територија, Шпанија има спор са Мароком. Због места Оливенса и Талига има спор са Португалијом, а због Гибралтара замрзнут спор са Уједињеним Краљевством. |
| 193 | Шри Ланка – Демократска Социјалистичка Република Шри Ланка                   | Општепризната                                                                | A None |

### Посматрачи у Уједињеним нацијама
Легенда за колону „међународно признање”
| #   | Име државе                    | Међународно признање                                          | Детљаније |
| --- | ----------------------------- | ------------------------------------------------------------- | --- |
| 194 | Ватикан – Град-држава Ватикан | Делимично непризната                                          | Посматрач у Уједињеним нацијама као Света Столица. Чланица је више агенција Уједињених нација и других међународних организација |
| 195 | Палестина – Држава Палестина  | Израел је сматра делом своје територије; делимично непризната | Сходно Споразуму из Осла, Палестина је аутономија са посебним међународним статусом. Не постоје договорене границе државе, нити Палестина има контролу над већином територије на којој је проглашена. Једнострано проглашену независност признало је 138 држава. Држава Палестина је пуноправна чланица Унеска и посматрач је у Уједињеним нацијама |

### Делимично признате државе
Легенда за колону „међународно признање”
| #  | Име државе                                                    | Међународно признање                       | Детаљније |
| -- | ------------------------------------------------------------- | ------------------------------------------ | --- |
| 1  | Абхазија – Република Абхазија                                 | Грузија је сматра делом своје територије   | Фактички независна и призната од Русије, Венецуеле, Науруа, Никарагве, Тувалуа и Вануатуа, те Јужне Осетије и Придњестровља. Грузија је сматра делом своје територије |
| 2  | Амбазонија – Федерална Република Амбазоније/Држава Амбазонија | Камерун је сматра делом своје територије   | Амбазонија је дефакто независна држава која је 2017. прогласила независност од Камеруна. Нема међународно признање нити једне државе |
| 3  | Западна Сахара – Демократска Арапска Република Сахара         | Мароко је сматра делом своје територије    | Територија великим делом под контролом Марока. Призната као независна држава од 84 земље чланице УН, од којих су њих 32 повукле или замрзле своје признање. Чланица је Афричке уније |
| 4  | Јужна Осетија – Република Јужна Осетија                       | Грузија је сматра делом своје територије   | Дефакто независна држава, призната од Русије, Венецуеле, Никарагве, Науруа и Тувалуа, те Абхазије и Придњестровља. Грузија је сматра делом своје територије |
| 5  | Република Кина                                                | НР Кина је сматра делом своје територије   | Ова дефакто независна држава не признаје власт НР Кине, као наследника Кине пре 1949. године. Република Кина контролише острво Тајван и околна острва и није се одрекла претензија на копнене територије Кине. Призната је од 24 државе чланице Уједињених нација и Ватикана. Учествује у многим међународним организацијама под различитим псеудонимима, најчешће као „Кинески Тајпеј“ а пуноправни је члан Светске трговинске организације. НР Кина острво Тајван сматра својом провинцијом                                                                                         |
| 6  | Северни Кипар – Турска Република Северни Кипар                | Кипар га сматра делом своје територије     | Дефакто независна држава, призната од Турске и Пакистана. Има признање и Аутономне Републике Накчиван, али не и од Азербејџана. Под именом „Турска кипарска држава“ је посматрач у Организацији исламске сарадње и Организацији за економску сарадњу и развој |
| 7  | Косово – Република Косово                                     | Србија га сматра делом своје територије    | Дејуре, Косово је део Србије формално под управом Уједињених нација (УН) и привремене управе Уједињених нација на Косову, према Резолуцији Уједињених Нација 1244. Косово је једнострано прогласило независност 2008, а дефакто независну државу је признало 114 држава чланица Уједињених нација и Тајван, а онда су неки и повукли признања. Међународни суд правде је пресудом оценио да је проглашење независности Косова у складу са међународним законом. Око половина држава чланица УН сматра Косово независним. Косово је члан Међународног монетарног фонда и Светске банке |
| 8  | Кукова Острва                                                 | -                                          | Држава нема претензије на независност, већ је у посебном придруженом статусу са Новим Зеландом, али има дипломатске односе са 52 друге државе. Кукова Острва су члан више агенција Уједињених нација као пуноправни члан |
| 9  | Нијуе                                                         | -                                          | Држава нема претензије на независност, већ је у посебном придруженом статусу са Новим Зеландом, али има дипломатске односе са 18 других држава. Чланица више агенција Уједињених нација као пуноправни члан |
| 10 | Придњестровље – Придњестровска Молдавска Република            | Молдавија је сматра делом своје територије | Дефакто независна држава која тежи уједињењу са Русијом. Призната је само од Абхазије и Јужне Осетије |
| 11 | Сомалиланд – Република Сомалиланд                             | Сомалија је сматра делом своје територије  | Дефакто независна држава, али нема дипломатско признање било које друге државе. Била је призната од стране Уједињеног Краљевства по стицању независности, али је признање касније повучено. Уједињене нације га сматрају делом Сомалије. |

### Микронације
Легенда за колону „међународно признање”
| # | Име државе                                                                                    | Међународно признање                                             | Зависне и аутономне територије |
| - | --------------------------------------------------------------------------------------------- | ---------------------------------------------------------------- | --- |
| 1 | Либерланд – Слободна Република Либерланд                                                      | Хрватска га сматра делом Србије. Србија га сматра делом Хрватске | Либерланд је микронација која истиче претензије на територију која је и предмет спора Србије и Хрватске, а које су се претходно одрекле обе стране. |
| 2 | Малтешки ред – Суверени витешки болнички ред Светог Јована Јерусалимског од Родоса и од Малте | Екстратериторијални суверенитет; делимично признат као држава    | Италија, Шпанија, Ватикан и Малта им признају екстериторијални суверенитет и на својим територијама. Имају дипломатске односе са 112 држава, те статус посматрача у Уједињеним нацијама и многим другим међународним организацијама. Витешки ред има више о 13.000 чланова, али само 3 се сматрају држављанима Малтешког реда. Сан Марино и Италија га признају као државу иако немају и не полажу право на неку територију                                                                                      |
| 3 | Силенд – Кнежевина Силенд                                                                     | Уједињено Краљевство га сматра делом својих територијалних вода  | Према неким изворима, Силенд задовољава све критеријуме државности које су наведене у Монтевидејској конвенцији о правима и обавезама држава, али (званично) нема признање ниједне државе. Немачка је 1978. године послала свог амбасадора из Лондона да води преговоре са принцом Педи Рој Бејтсом око ослобођења Александра Аченбаха, немачког адвоката, самопрокламованог премијера Силенда, пошто је овај покушао да преузме власт. Бејтс је ову интеракцију проценио као дефакто признање од стране Немачке |
| 4 | Таволара – Краљевство Таволара                                                                | Италија је сматра делом своје територије                         | Територија је део Италије, али суверенитет ове бивше Краљевине потврђен је више пута, па и од саме Италије, а акт о припајању Италији никад није донет |